# Cyclopia plicata
Cyclopia plicata är en ärtväxtart som beskrevs av Pauline Kies. Cyclopia plicata ingår i släktet Cyclopia, och familjen ärtväxter. Inga underarter finns listade i Catalogue of Life.

## Bildgalleri